# Заветное (Советский район)
Заве́тное (до 1945 года Саурчи́; укр. Завітне, крымскотат. Savurçı, Савурчы) — село в Советском районе Республики Крым, центр Заветненского сельского поселения (согласно административно-территориальному делению Украины — Заветненского сельского совета Автономной Республики Крым).

## Население
| 2001 | 2014  |
| ---- | ----- |
| 1841 | ↘1628 |

### Динамика численности
| - 1805 год — 151 чел. - 1864 год — 111 чел. - 1886 год — 119 чел. - 1889 год — 254 чел. - 1892 год — 246 чел. - 1900 год — 169 чел. - 1902 год — 236 чел. - 1915 год — 197/83 чел. | - 1926 год — 243 чел. - 1939 год — 389 чел. - 1974 год — 1695 чел. - 1989 год — 1165 чел. - 2001 год — 1841 чел. - 2009 год — 1787 чел. - 2014 год — 1628 чел. |

## Современное состояние
На 2017 год в Заветном числится 12 улиц и 6 переулков; на 2009 год, по данным сельсовета, село занимало площадь 182,5 гектара на которой, в 628 дворах, проживало 1787 человек.
С 1937 года работает сортоиспытательная станция (комплексный госсортоучасток) в «зоне повышенной каштановой степи». В селе действует средняя школа, детский сад «Аленький цветочек», сельский дом культуры, отделение почты России, библиотека-филиал № 5, амбулатория общей практики семейной медицины, храм преподобного Иова Почаевского, мечеть «Савурчи джамиси». Заветное связано автобусным сообщением с райцентром, Симферополем и соседними населёнными пунктами.

## География
Заветное — село на западе района, в степном Крыму в верховье впадающей в Сиваш безымянной речки, высота центра села над уровнем моря — 36 м. Ближайшие сёла — Корнеевка в 2 км на северо-восток и Пчельники в 2 км на юг. Райцентр Советский — примерно в 12 километрах (по шоссе) на восток, там же ближайшая железнодорожная станция — Краснофлотская (на линии Джанкой — Феодосия). Транспортное сообщение осуществляется по региональным автодорогам 35Н-580 Советский — Привольное и 35Н-566 Раздольное — Заветное (по украинской классификации — С-0-11423 и С-0-11408).

## История
Современное Заветное образовано в 1945 году слиянием опустевших после войны и депортаций двух самостоятельных сёл: Саурчи (татарский) и Саурчи (немецкий), разделявшихся лишь административно, а фактически — это были две части одного села (согласно «Истории городов и сел Украинской ССР» было основано в 1902 году).
Первое документальное упоминание Саурчи встречается в Камеральном Описании Крыма… 1784 года, судя по которому, в последний период Крымского ханства Сагырджи входил в Кучук Карасовский кадылык Карасубазарского каймаканства. После присоединения Крыма к России (8) 19 апреля 1783 года, (8) 19 февраля 1784 года, именным указом Екатерины II сенату, на территории бывшего Крымского Ханства была образована Таврическая область и деревня была приписана к Левкопольскому, а после ликвидации в 1787 году Левкопольского — к Феодосийскому уезду Таврической области. После Павловских реформ, с 1796 по 1802 год, входила в Акмечетский уезд Новороссийской губернии. По новому административному делению, после создания 8 (20) октября 1802 года Таврической губернии, Саурчи был включён в состав Урускоджинской волости Феодосийского уезда.
По Ведомости о числе селении, названиях оных, в них дворов… состоящих в Феодосийском уезде от 14 октября 1805 года , в деревне Савурчи числилось 17 дворов и 151 житель. На военно-топографической карте генерал-майора Мухина 1817 года деревня Саурча обозначена с 16 дворами. После реформы волостного деления 1829 года Саурчи, согласно «Ведомости о казённых волостях Таврической губернии 1829 года», отнесли к Бурюкской волости (переименованной из Урускоджинской). На карте 1836 года в деревне 34 двора, как и на карте 1842 года.
В 1860-х годах, после земской реформы Александра II, деревню приписали к Шейих-Монахской волости. Согласно «Списку населённых мест Таврической губернии по сведениям 1864 года», составленному по результатам VIII ревизии 1864 года, Саурчи — владельческая татарская деревня с 20 дворами, 111 жителями и мечетью при колодцах. На трёхверстовой карте Шуберта 1865—1876 года деревня Саурчи обозначена с 24 дворами. В «Памятной книге Таврической губернии 1889 года», по результатам Х ревизии 1887 года, записана деревня Саурча Шейих-Монахской волости, с 17 дворами и 108 жителями. В «…Памятной книжке Таврической губернии на 1892 год» в Шейих-Монахской волости записана безземельная деревня Саурчи, не входившая ни в одно сельское общество, с 144 жителями, у которых домохозяйств не числилось.
После земской реформы 1890-х годов деревню приписали к Андреевской волости. По «…Памятной книжке Таврической губернии на 1900 год» в деревне вакуф Саурчи, Саурчинского сельского общества числилось 62 жителя в 8 дворах. По «…Памятной книжке… на 1902 год» в Саурчи (вакуф) было 109 человек в 18 хозяйствах. В 1904 году в немецком Саурчи числилось 40 жителей, в 1911 — уже 150. В 1909 году в татарской деревне Саурчи было начато строительство мектеба. По Статистическому справочнику Таврической губернии. Ч.II-я. Статистический очерк, выпуск пятый Феодосийский уезд, 1915 год, в селе Саурчи (вакуф) Андреевской волости Феодосийского уезда числилось 20 дворов (все дворы безземельные) с татарским населением в количестве 130 человек приписных жителей и 21 — «посторонних», из которых 84 мужчин и 67 женщин. Жители землёй не владели, в хозяйствах имелось 40 лошадей, 18 волов, 26 коров и 40 голов мелкого скота. В немецком Саурчи числилось также 20 дворов (11 дворов с землёй, 9 — безземельные) с немецким населением в количестве 67 человек приписных жителей и 61 — «посторонних», из которых 68 мужчин и 60 женщин. Жители владели 2058 десятинами удобной земли. В хозяйствах имелось 93 лошади, 92 вола, 63 коровы и 160 голов мелкого скота.
После установления в Крыму Советской власти, по постановлению Крымревкома № 206 «Об изменении административных границ» от 8 января 1921 года была упразднена волостная система и село вошло в состав Ичкинского района Феодосийского уезда, а в 1922 году уезды получили название округов. 11 октября 1923 года, согласно постановлению ВЦИК, в административное деление Крымской АССР были внесены изменения, в результате которых округа были отменены, Ичкинский район упразднили, включив в состав Феодосийского в состав которого включили и село. Согласно Списку населённых пунктов Крымской АССР по Всесоюзной переписи 17 декабря 1926 года, в селе Саурчи (татарский), Саурчинского сельсовета (в коем состоянии село пребывает всю дальнейшую историю) Феодосийского района, числилось 34 двора, все крестьянские, население составляло 123 человека, все татары, действовала татарская школа I ступени (пятилетка), но, определить, какое из них было центром совета, пока не представляется возможным. Постановлением ВЦИК «О реорганизации сети районов Крымской АССР» от 30 октября 1930 года Феодосийский район был упразднён и был создан Сейтлерский район (по другим сведениям 15 сентября 1931 года), в который включили село, а с образованием в 1935 году Ичкинского — в состав нового района. По данным всесоюзная перепись населения 1939 года в Саурчи (немецком) проживало 193 человека, а в Саурчи (татарском) — 196 человек.
В годы Великой Отечественной войны на фронтах и в партизанских отрядах сражались и погибли 97 жителей Саурчи. В их честь в 1985 году у здания сельской школы был установлен памятный знак работы художника Е. Д. Алексеевой в виде стелы с барельефами и мемориальными досками, на которых выбиты фамилии погибших. Постановлением Совета министров Республики Крым № 627 от 20 декабря 2016 года памятник отнесён к категории объектов культурно-исторического наследия России регионального значения
В 1944 году, после освобождения Крыма от фашистов, согласно Постановлению ГКО № 5859 от 11 мая 1944 года, 18 мая крымские татары были депортированы в Среднюю Азию. 12 августа 1944 года было принято постановление № ГОКО-6372с «О переселении колхозников в районы Крыма» и в сентябре 1944 года в район приехали первые новоселы (180 семей) из Тамбовской области, а в начале 1950-х годов последовала вторая волна переселенцев из различных областей Украины.
Указом Президиума Верховного Совета РСФСР от 21 августа 1945 года Саурчи, как одно село, был переименован в Заветное и Саурчинский сельсовет — в Заветненский. С 25 июня 1946 года Заветное в составе Крымской области РСФСР, а 26 апреля 1954 года Крымская область была передана из состава РСФСР в состав УССР. Указом Президиума Верховного Совета УССР «Об укрупнении сельских районов Крымской области», от 30 декабря 1962 года Советский район был упразднён и село присоединили к Нижнегорскому. 8 декабря 1966 года Советский район был восстановлен и село вновь включили в его состав. По данным переписи 1989 года в селе проживало 1165 человек. С 12 февраля 1991 года село в восстановленной Крымской АССР, 26 февраля 1992 года переименованной в Автономную Республику Крым. С 21 марта 2014 года в составе Крыма аннексировано Россией.

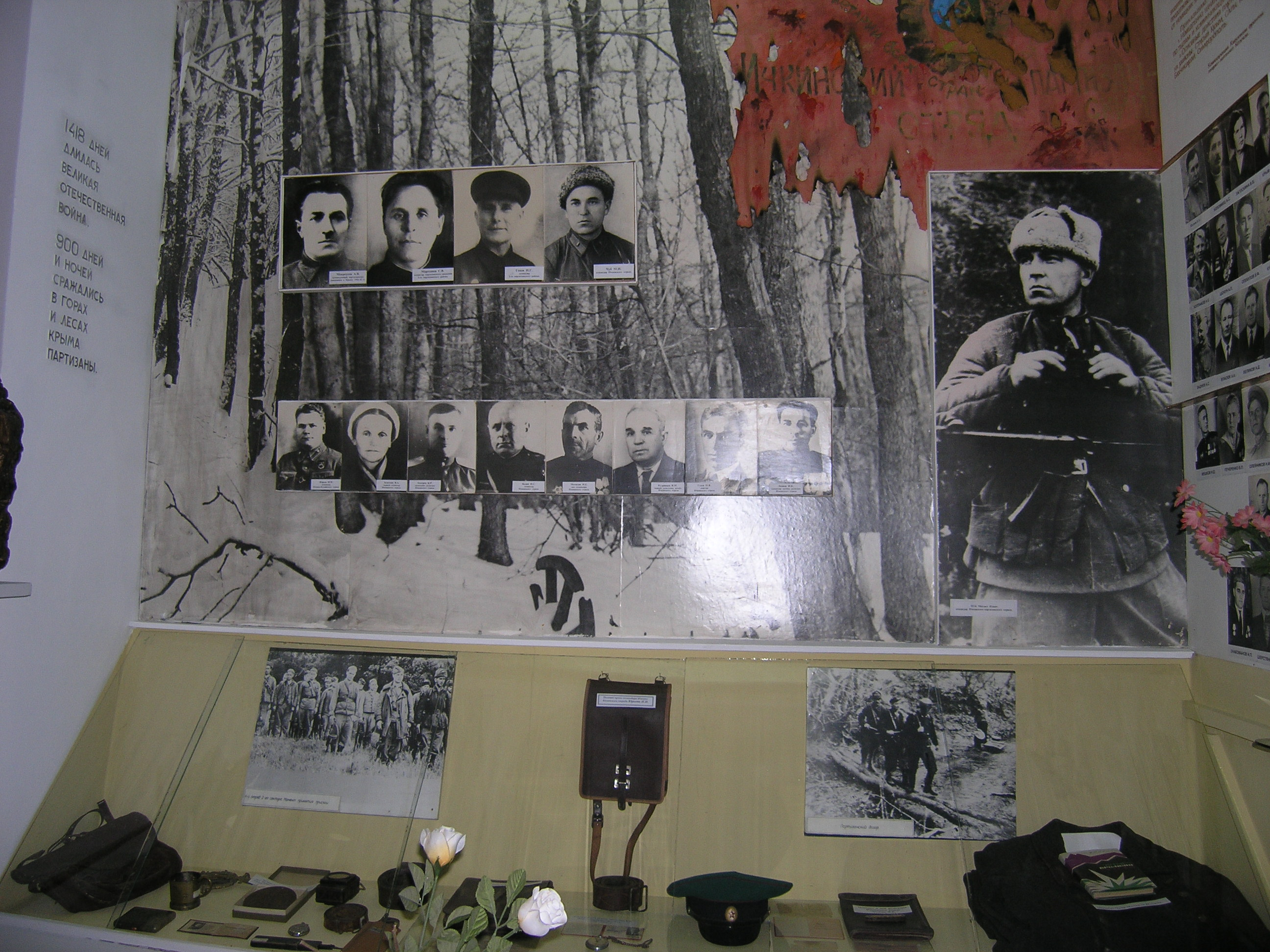
Экспозиция народного музея Ичкинского партизанского отряда при МБОУ «Заветненская СШ им. Крымских партизан»

### Народный музей Ичкинского партизанского отряда
Партизан Крыма Н. И. Олейников после войны был учителем, потом директором Заветненской школы, где проработал около 50 лет. Был Почётным гражданином Советского района, активным участником ветеранского движения, членом Крымской республиканской общественной организации ветеранов партизан и подпольщиков. Создал в школе народный музей Ичкинского партизанского отряда.
В 1960 −1980 годах живые на тот момент ветераны передавали музею уникальные экспонаты — документы, дневники, фото, личные вещи. В фондах народного музея Ичкинского партизанского отряда хранится свыше двух тысяч экспонатов, 1150 из которых являются подлинными. Экспозиция постоянно пополняется и обновляется. В музее хранится личный архив Михаила Чуба, в том числе рукопись его документальной повести «Так было», списки партизан, отчет о боевой деятельности отряда, дневниковые записи комиссара Северного соединения партизан Крыма Николая Лугового (1100 листов машинописного текста), которые освещают хронологию партизанской борьбы с ноября 1941 года по октябрь 1943-го и многие другие экспонаты. В МБОУ «Заветненская СШ им. Крымских партизан» музей действует и поныне. Электронная экспозиция его представлена на сайте школы.

### Саурчи Немецкий
В 1868 году в немецком Саурчи (Александертале) уже была открыта начальная немецкая школа (со сроком обучения 7 лет). Преподавались Закон Божий, немецкий и русский языки, арифметика, география, чистописание, черчение, пение. В 1891 году в школе обучалось 13 мальчиков и 19 девочек, хотя в энциклопедическом словаре Немцы России, утверждается, что селение было основано в 1870 году ещё в составе Шейих-Монахской волости. Поселение крымских немцев Александерталь, или Саурчи-Дейч — Саурчи Немецкий лютеране создали на 2668 десятинах земли. 4 июня 1871 года были высочайше утверждены Правила об устройстве поселян-собственников (бывших колонистов)…, согласно которым образовывалась немецкая Цюрихтальская волость и Саурчи немецкий включили в её состав. На 1886 год в немецкой колонии Александерталь, или Саурча, согласно справочнику «Волости и важнѣйшія селенія Европейской Россіи», проживало 119 человек в 19 домохозяйствах, действовал молитвенный дом, школа и лавка. В «Памятной книге Таврической губернии 1889 года», по результатам Х ревизии 1887 года, записана деревня Саурча Цюрихтальской волости, в которой числилось 22 двора и 146 жителей (по энциклопедическому словарю 119). В «…Памятной книжке Таврической губернии на 1892 год», уже в составе в Шейих-Монахской волости, записана Саурча, входившая в Саурчинское сельское общество, в которой числилось 102 жителя в 9 домохозяйствах.
После земской реформы 1890-х годов деревню приписали к Андреевской волости. По «…Памятной книжке Таврической губернии на 1900 год» в деревне Саурчи, Саурчинского сельского общества числилось 107 жителей в 14 дворах. По «…Памятной книжке… на 1902 год» в Саурки было 127 жителей в 20 дворах. По Статистическому справочнику Таврической губернии. Ч.II-я. Статистический очерк, выпуск пятый Феодосийский уезд, 1915 год, в селе Саурчи Андреевской волости Феодосийского уезда числилось 20 дворов с немецким населением в количестве 67 человек приписных жителей и 61 — «посторонних».
Согласно Списку населённых пунктов Крымской АССР по Всесоюзной переписи 17 декабря 1926 года, в селе Саурчи (немецкий), Саурчинского сельсовета Феодосийского района, числилось 68 дворов, из них 54 крестьянских, население составляло 220 человек, из них 193 немца, 22 русских, 2 белоруса, 1 лтыш, 1 украинец, 1 записан в графе «прочие», действовала немецкая школа I ступени (пятилетка). Вскоре после начала Великой Отечественной войны, 18 августа 1941 года крымские немцы были выселены, сначала в Ставропольский край, а затем в Сибирь и северный Казахстан. Указом Президиума Верховного Совета РСФСР от 21 августа 1945 года Саурчи, как одно село, был переименован в Заветное и Саурчинский сельсовет — в Заветненский.